# 華服
華服是指具有中國風格或中式元素的一種服裝概念，亦可指中華民族的傳統服飾。
「華服」一詞與漢服運動中出現的「漢服」有爭議。部分漢服運動參與者排除其他民族服裝被稱為華服的資格，認為「華服」等於「漢服」。亦有參與者認為「華服」包含了「漢服」。日本爱知大学教授周星认为「漢服」是由漢服運動參與者所想像出的一種傳統服飾。

## 定義
「華服」一詞有以下定義：
- 指「華麗的衣服」[6][7][8]。

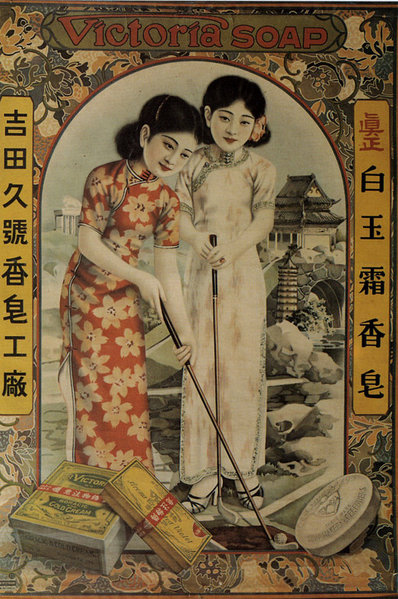
華人傳統服飾旗袍被定義為華服。

- 指近現代中华民族傳統服裝，當中包括旗袍、唐裝和中山裝等服裝[9][10][11]。
- 指「華夏服飾」，「華」意為具有華夏文化的民族，「服」是指人意識形態的外在反映[12]。
- 指華夏民族的傳統服飾，涵蓋了中國五十六個民族[2]。
- 指「華夏衣冠」，包括中國少數民族及中國歷代服裝[13]。

## 文化推廣
在2017年和2018年，上海紡織博物館推出「『华服典章』系列展」，與中國大陸多間博物館如内蒙古通辽市博物馆、呼倫貝爾民族博物院、民族文化宮博物館、雲南迪慶州博物館、雲南楚雄州博物館等合作，舉辦了「华服典章——中国傈僳族服饰文化展」、「华服典章——中国满族服饰展」、「华服典章——中国苗绣」、「華服典章——中國水族服飾文化展」等展覽，以系統梳理、展示和宣傳中國各民族的服飾文化。

## 爭議

### 漢服運動對「華服」的定義
2018年，由中國大陸視頻網站Bilibili與共青團中央共同在中國大陸舉行了首屆「中國華服日」，由於官方宣傳的配圖、標誌等均是「漢服」，故有網民認為該次活動是官方首次公開表態支持由民間發起的「漢服運動」，即华服就是汉服。但也有聲音表示不滿並且引起爭議。在「中國華服日」中，幾乎沒有除了漢族以外的其他民族服飾，故有聲音質疑為何不能直接稱呼為「漢服日」。有網民指出，因為中國在法律上承認有56個民族，為了避免破壞民族團結性，官方不可能用帶有強烈民族性的詞彙「漢服」作為宣傳。
漢服運動參與者對「華服」的定義並不統一且有爭議，部分參與者排除其他民族服裝被稱為華服的資格，認為「華服」等於「漢服」，亦有參與者認為「華服」一詞已包含了「漢服」。研究漢服運動的人類學研究生崔靜雯認為，隨著漢服商業化，消費主義逐漸影響受眾，漢服社團也逐漸摒棄激進主義而注重實幹，參與者不再全部以「華夏復興，衣冠先行」的目標穿漢服。她續指，該次官方能輕易以「華服」包含漢服也是因此造成的。漢服運動支持者一方面對該概念表示懷疑或反對，一方面卻渴望得到官方認可，因此他們「要麼自動沉默，要麼主動參與其中」。

### 「漢服」的定義
「漢服」與「華服」的定義一樣具有爭議性，漢服運動支持者普遍認為漢族人的服飾就是漢服，以交領右衽、無扣結纓、褒衣大袖為基本特徵，亦將漢服定義為“從黃帝到明末清初漢族傳統服飾”。
中國復旦大學楊志剛教授則認爲，「漢服」是一個「偽命題」，「漢族人的服裝，從漢唐至宋，一直到明清，均沒有一個固定的樣式，都在不停地變化。」天津師範大學美術與設計學院院長華梅認為漢服是一種中國朝代服飾的觀念，也是一種相對於少數民族服飾的漢人服飾的概念
日本愛知大學教授周星研究指出“漢服”一詞在古代並不常用，現代“漢服”是由漢服運動參與者所想像的一種傳統服飾。他認為在學術用語中，“漢服”和“漢服運動”中的“漢服”含義並不相同，前者主要把“漢服”理解為漢族的服裝，但認為並不存在所謂純粹的“漢服” 。
中國青年政治學院教授張跣說，現代漢服運動倡導者所宣傳的漢服概念無論是在中國傳統文化還是在現代漢語中都不存在，這是漢服運動倡導者為宣揚自己的思想和觀念，總結了明代以前漢族服飾傳統而形成的一個“類概念”。這個“類概念”不僅假定了“漢服”在發展過程中的“血統”的純正性，對漢族服裝本身的發展流變存而不論，而且試圖將這種“純正的血統”實體化、固定化、本質化。他亦提到有學生在網上（如漢網和百度百科）發布“既非官方又非學術漢服標準”，認為是屬於“漢服”實體化的一個起點。
澳大利亞麥覺理大學文化人類學講師凱大熊（Kevin Carrico）說：「事實上，漢服是一套被（漢服運動支持者）發明出來的穿著形式，以寬袖、輕飄長袍、腰部束帶和鮮豔顏色等特徵作為特色，漢服運動支持者聲稱這衣裳形式是神話人物黃帝所發明的，並且已被中國人穿著了數千年。」一直到一名叫王樂天的人第一次將自己穿著漢服上街的照片上傳到網路上之後，「這一『特別』的照片在網民中造成轟動，很快的，整個中國到處都有人模仿他這誇張的行為。在這一過程中，漢服也從想像中的、被發明的傳統轉變為螢幕上遙遠的圖像，最後成為中國街上可實際穿著和辨認的物理存在。」